# Xestipyge currax
Xestipyge currax är en skalbaggsart som först beskrevs av Sylvain Auguste de Marseul 1870.  Xestipyge currax ingår i släktet Xestipyge och familjen stumpbaggar. Inga underarter finns listade i Catalogue of Life.